# Peschio delle Cornacchie
Peschio delle Cornacchie è un rilievo dei monti Cantari, nel Lazio, nella provincia di Frosinone, tra il comune di Filettino e quello di Guarcino.